# 2021–2023 '워리어 멧 석탄' 파업
워리어 멧 콜 파업은 미국, 앨라배마에서 진행 중인 노동 파업이다. 파업은 2021년 4월 1일에 시작되었고 미국 광산 노동자 연대 조합원들 사이에서 촉발되었는데 워리어 멧 콜 법인을 상대로 한다. 워리어 멧은 '월터 에너지'의 파산 이후에 설립되었고 그 주정부에서 석탄 채굴 시설을 운영한다. 파업은 노사가 노동 조건 합의에 이르는데 실패해서 시작되었는데 워리어 멧에서 일하는 약 천백 명의 노조원들의 노동 조건 말이다.

## 배경
워리어 멧 콜 법인은 석탄 채굴 회사인데 앨라배마에서 많은 광산을 운영하는데, 브룩우드와 베서머 인근을 포함한다. 워리어 멧은 월터 에너지의 자산을 매각하여 설립되었는데 그 회사가 2015년에 파산을 선언한 후에 그랬고, 그 충격으로, 많은 노동자들이 그들이 월터와 가져왔던 근로 수당과 노동 계약을 잃어버렸다. 2019년에, 회사는 3억2백만 달러의 순수익을 발표했다. 하지만, 다음 해에, 코로나 19 감염병 유행 때문에, 회사는 3천5백만 달러 손실을 발표했다. 워리어 멧의 천4백 명의 노동자들 중에, 약 천백 명이 미국 광산 노동자 연대(유엠더블유에이) 20 지회의 조합원이다. 2021년 4월 1일에, 광산 노동자 연대와 워리어 멧 사이의 노동 계약이 만료될 예정이었고, 이것에 이르는 여러 주 동안에, 양측이 다음 계약의 기간에 대한 협상에 들어갔다. 하지만, 이 협상은 진전이 없었는데, 양측이 계약의 내용에 동의할 수 없었기 때문이다. 사후 발표에 따르면, 노조는 요구하고 있었는데 더 많은 임금, 더 나은 노동 시간, 그리고 그들의 조합원을 위한 더 많은 휴가를 말이다. 워리어 멧과 협상하면서, 노조 대표는 회사가 노사 관계 발전에 소홀하다고 주장했고 계약의 공정한 내용에 합의하지 않으면서 수백만 달러의 수익을 내고 상여금으로 3만5천 달러 이상을 사측에 준다고 회사를 비난했다. 대답으로, 회사는 말했는데 그들이 노동자들을 위해서 경쟁사 못지 않은 수당을 주고 있다고 말이다. 그들은 또한 그들이 노조와 선한 의지로 협상해왔다고 말했다. 3월 31일에, 광산 노동자 연대는 다음 날 아침에 파업 행위에 대한 파업 공지를 발표했다. 덧붙여서, 노조는 부당 노동 행위 진정을 제기했는데 협상 중에 사측의 행위에 대해서 국가노사관계위원회에 말이다.

## 파업의 과정
파업은 4월 1일 밤 10시에 시작되었는데, 워리어 멧 사업장 밖에서 파업참가자들이 피켓을 들면서 말이다. 파업 과정 중에, 파업 행동에 참여하는 조합비를 내는 조합원들은 격주의 파업 수당을 받을 것이고, 노조는 파업 중에 건강보험료 지급을 추진하고 있었다. 파업 참가자들의 가족들은 회사 건강보험의 즉각적 상실을 마주했는데 파업 행동 때문에 말이다. 4월 5일에, 파업을 마무리할 수 있는, 노사 간의 임시 협상이 타결되었다는 것이 발표되었는데, 4월 9일에 예정된 투표로 말이다. 4월 7일에, 회의가 열렸는데 노조원들에게 합의의 계획을 설명하기 위해서 말이다. 세부사항이 공식적으로 공개되지 않았지만, 회사가 제안하고 있다고 한 노조원이 말했는데 1달러 50센트 시급 인상을, 그 중 1달러는 즉시 그리고 50센트는 3년 후에 말이다. 4월 9일에, 조합원들은 제안을 거부하고 계속해서 파업하기로 투표로 결정했는데, 회사의 제안이 파업참가자에게 "충분치 않다"고 광산 노동자 연대 위원장 세실 로버츠가 말하면서 말이다.
5월 7일에, 기즈모도는 보도했는데 앨러배마의 두 곳의 하천이 광산으로부터의, 많은 오염수 방출에 방치되고 있다고 말이다. 노조 대표들은 파업과 방출의 직접적 연결을 짓지는 않았지만, 한 사람은 말했다 “정상적인 노동자들이 그런 마음으로 일하고 있을 때 [이렇게] 여러분은 이런 종류의 일들이 일어나는 것을 못 본다…. 이런 일들은 그렇게 많이 일어나지 않는데 광산 노동자 연대 노동자들이 이 광산에 있을 때 말이다.” 5월 14일에, 30에서 40명의 파업참가자들이 연좌 농성을 브룩우드에 있는 회사 본부 밖에서 벌였는데 경찰이 도착하기 전까지 주차장을 출입하는 교통을 막으면서 말이다. 파업 중 이 시점에, 태너힐 주립 공원에서 수요일마다 노조는 주간 집회를 열고 있었다. 5월 22일에, ‘앨러배마 파업 축제’가, 파업참가자들을 돕는데 중점을 둔 자선 콘서트가 노조 강당에서 열렸고 밴드 ‘드라이브-바이 트러커즈’의 마이크 쿨리와 많은 노조원들에 의한 공연으로 구성되었다. 5월 25일에, 11명의 파업참가자들이 불법침입 혐의로 연행되었는데 터스컬루사 군에 있는 워리어 멧 광산에서의 투쟁 중에 말이다.
6월 7일에, 광산 노동자 연대는 성명을 발표했는데 세 건의 “차량 공격” 사건이 그들의 선전물 경계선에서 발생했다는 것을 공유하면서 말이다. 광산 노동자연대 위원장, 세실 로버츠는 워리어 멧에 요구했는데 “폭력을 중단하고 최종적으로 선한 의지로 협상 탁자에 복귀하라"고 말이다. 그는 계속해서, 말했다 "만약에 워리어 멧이 선전물 경계선에서 폭력을 계속해서 촉발하기로 결정한다면, 그들의 대표는 알아야 하는데 광산노동자연대 조합원들은 131년 동안 회사 폭력에 노출되어왔고 그들과 그들의 가족을 위하여 인간다운 삶을 위한 계약을 요구함에 있어서 물러서지 않을 것이라는 것을 말이다."
6월 22일에, 파업하고 있는 워리어 멧 노동자들은 집회를 했는데 워리어 멧의 주식을 보유한, 세 곳의 헤지 펀드의 뉴욕시 사무소 밖에서 그랬는데, 블랙락(13%), '스테이트 거리 전세계 자문가들'(11%), 그리고 '르네상스 기술'(4%)이다. 노조는 처음에는 아침에 블랙락의 사무소에서 집회를 했고 다음에는 오후에 에스에스지에이와 르네상스 기술 사무소로 두 개의 조로 나누어졌다. 비오는 날씨 때문에 그들의 오후 집회는 짧게 끝났다.
뉴욕시에서의 또다른 집회는 또한 블랙락 사무소 밖에서, 7월 28일에 열렸고, 100명 이상의 사람들이 참가했다. "우리는 하나다"라고 쓰인 선전물을 집회참가자들이 들고 있는 것이 보였는데, 구호를 외치면서 그리고 그 석탄 회사에 의한 그들의 대우에 대해 성토하면서 말이다.
2023년 2월 16일, 파업이 시작된지 23개월 후에, 광산노동자연대 위원장 세실 로버츠는 '워리어 멧 석탄' 최고경영자 월트 셸러에게 서한을 보냈는데 3월 2일에 업무에, 무조건적 복귀를 제안하는 내용이었다. 셸러는 다음날에 대답했는데, 광산 노동자들의 복귀를, 그들의 애초 계약 상으로 받아들인다고 그랬는데, 파업과 관련한, 불법행위에 가담했다고, 워리어 멧이 주장하는, 41명을 제외하고 말이다. 파업 수당과 다른 지출에 대한, 노조에의 총 비용은 3천5백만 달러 이상이었는데, 회사에의 비용은 10억 달러 이상으로 추정되는 반면에 말이다.